# Juliana Paiva
Juliana Paiva dos Santos (Río de Janeiro, 28 de marzo de 1993), más conocida como Juliana Paiva, es una actriz brasileña.

## Biografía e carrera
Nacida en 1993 en Río de Janeiro, Juliana Paiva fue a Ceará aún pequeña, donde vivió hasta los 14 años, hasta volver a su ciudad de origen. Fue en la adolescencia que resolvió seguir la profesión de actriz: en 2009, ingresó en una agencia de actores y luego tuvo su debut en la televisión.
Su primer trabajo televisivo fue en la Rede Globo, en la telenovela de Manoel Carlos Vivir la Vida en (2009), en la que hizo una breve participación como la supermodelo Diva. Su próxima presentación fue el mismo año, en Cama de Gato, en la que vivió el personaje Beth.
En el cine, participó en el largometraje adolescente Desenrolla, cuyo tema central es la sexualidad. La película se vale de diversos recursos, como la comedia y el drama, para hablar de la primera relación sexual, que es en muchos casos un misterio en la vida de los jóvenes. En los escenarios, la artista formó parte del montaje de la pieza juvenil Alice y Gabriel, teniendo el papel de protagonista. La pieza involucra temáticas actuales, como la Internet, el amor y la amistad.
En 2010, la actriz vivió Valquiria Spina en la novela Ti Ti Ti, que vivía una novela prohibida con Luti, interpretado por Humberto Carrão y era hija del estilista Jacques Leclair, vivido por Alexandre Borges. Por su actuación como Valquiria en esa novela, fue nominada al 13º premio Contigo! de televisión en la categoría "revelación de la televisión".
Ya en 2012 tuvo una participación en Cheias de Charme, en la que vivió Camila. En el mismo año entre 2012 a 2013 interpretó a Fatinha en la vigésima temporada de Malhación, a partir de ese año tuvo varias indicaciones como al Premio Contigo! de TV, Capricho Awards y el Premio Extra de Televisión. Y en el caso de que no se conozcan.
En noviembre de 2013, interpretó su primera protagonista en la telenovela del horario de las 19h, Además del Horizonte, como Lili. En 2015, interpretó a la villana cómica Cassandra, divertida sin querer, quería hacerse famosa a cualquier costo en la novela Totalmente Demais. En 2017, vive el personaje Simone García, en la novela Querer sin límites. En 2018, su segundo protagónico, ahora bajo la dirección de Leonardo Nogueira, en la telenovela O Tempo Não Para, Juliana será hija de una familia que quedará congelada desde 1886 y serán descongelados en los tiempos actuales.

## Vida personal
En 2016 inició una relación con el actor Juliano Laham. La relación llegó a su fin en septiembre de 2017. 
En 2018, mantuvo una breve relación con el actor Nicolas Prattes, al mismo tiempo que sus personajes en El Tiempo no Para era pareja.

## Filmografía

### Televisión
| Anõ       | Título              | Papel                                  | Notas                         |
| --------- | ------------------- | -------------------------------------- | ----------------------------- |
| 2009      | Viver a Vida        | Diva                                   | Episodio: 28 de septiembre    |
| 2009      | Cama de Gato        | Beth                                   |                               |
| 2010      | Ti Ti Ti            | Valquíria Spina (Val)                  |                               |
| 2012      | Cheias de Charme    | Camila                                 | Episodios: 12–13 de mayo      |
| 2012-2013 | Malhação            | Maria de Fátima dos Prazeres (Fatinha) |                               |
| 2013-2014 | Além do Horizonte   | Alice Barcelos (Lili)                  |                               |
| 2014      | Malhação            | Maria de Fátima dos Prazeres (Fatinha) | Episodios: 9–11 de septiembre |
| 2015-2016 | Totalmente Demais   | Sandra Regina Matoso (Cassandra)       |                               |
| 2017      | A Força do Querer   | Simone Garcia                          |                               |
| 2018-2019 | O Tempo Não Para    | Maria Marcolina (Marocas)              |                               |
| 2020-2021 | Salve-se Quem Puder | Luna Furtado / Fiona Matteucci         |                               |
| 2024      | Família é Tudo      | Electra Mancini                        |                               |

### Programa
| Anõ  | Título            | Papel                     | Notas        |
| ---- | ----------------- | ------------------------- | ------------ |
| 2014 | Dança dos Famosos | Ella misma / Participante | Tercer lugar |

### Cinema
| Anõ  | Título                 | Papel  | Notas |
| ---- | ---------------------- | ------ | ----- |
| 2010 | Desenrola              | Tize   |       |
| 2017 | Rúcula Com Tomate Seco | Suzana |       |
| 2018 | O Homem Perfeito       | Mel    |       |

### Internet
| Anõ  | Título                       | Papel                            |
| ---- | ---------------------------- | -------------------------------- |
| 2016 | Totalmente Sin Noción Demais | Sandra Regina Matoso (Cassandra) |

### Videoclip
| Anõ  | Música       | Cantor      |
| ---- | ------------ | ----------- |
| 2013 | "A Vingança" | Dilsinho    |
| 2014 | "Vai Vendo"  | Lucas Lucco |

## Teatro
| Anõ  | Título          | Papel   | Notas |
| ---- | --------------- | ------- | ----- |
| 2011 | 3 Ferramentas   |         |       |
| 2011 | Alice & Gabriel | Alice   |       |
| 2013 | Papo Calcinha   | Jutinha |       |